# 遮打
吉席·保羅·遮打爵士，Kt，CMG，JP，LL.D（英語：Sir Catchick Paul Chater，1846年9月8日—1926年5月27日），亞美尼亞裔香港商人，於1864年來港定居，分別在1886年和1889年創辦九倉和置地，他亦是初期香港首家股票交易所香港股票經紀會之主要發起人，並曾出任立法局和行政局非官守議員，在19世紀末與20世紀初的香港極具影響力。

## 生平

### 早年生涯
遮打在1846年生於印度加爾各答，具有亞美尼亞血裔，並擁有13名兄弟姊妹。遮打的父親名遮打·保羅·遮打（1804年－1853年），在當地任職公務員，母親則名米麗亞姆·吉席·遮打（Miriam Catchick Chater，1811年－1855年），不幸地，他的父親和母親分別在他6歲和7歲時去世，所以他很早就成了孤兒。
遮打早年入讀加爾各答有名的馬帝尼耶書院（La Martiniere College，遮打日後對該校貢獻良多），畢業後於1864年4月前往香港，寄居於他其中一位姐姐及其丈夫位於雲咸街的公寓。

### 香港

#### 商業生涯
遮打於1864年獲利生银行（Bank of Hindustan, China and Japan）聘用，為客戶寫存摺。在任職職員期間，遮打認識了沙宣家族，並憑沙宣家族擴闊人脈網絡，很快便開始受上流社交圈子所重視。在1867年，遮打轉職當經紀，後在1869年搬到堅道居住，該址一直是他的辦公室。
遮打在銀行工作時亦認識了麼地，麼地同樣來自印度，又是利生銀行的職員，故他們很快成為了朋友。兩人在1868年合辦了遮打與麼地公司（Chater & Mody），開始涉足地產和股票市場業務，並把握九龍割讓英國的機會，專注發展在九龍尖沙咀的土地業務，最終成為了一對成功的商業夥伴。
在1884年，遮打獲港府委任在維多利亞港承建碼頭，於是他在1886年組成香港九龍碼頭貨倉有限公司。同年，他協助蘇格蘭籍醫生白文遜爵士成立牛奶公司，公司成立後，遮打遂獲委任為董事。
到了1889年，遮打與怡和洋行大班詹姆士·約翰斯東·凱瑟克合資成立香港置地，在中環一帶坐擁多項重要物業，建有太子行和亞歷山打行等等。
遮打亦有涉足採礦業，他曾成立香港採礦公司（Hong Kong Mining Company），在新界和越南東京一帶經營礦業。該公司後來在1906年獲政府簽發探礦牌照，開始在馬鞍山採礦。

#### 公職生涯

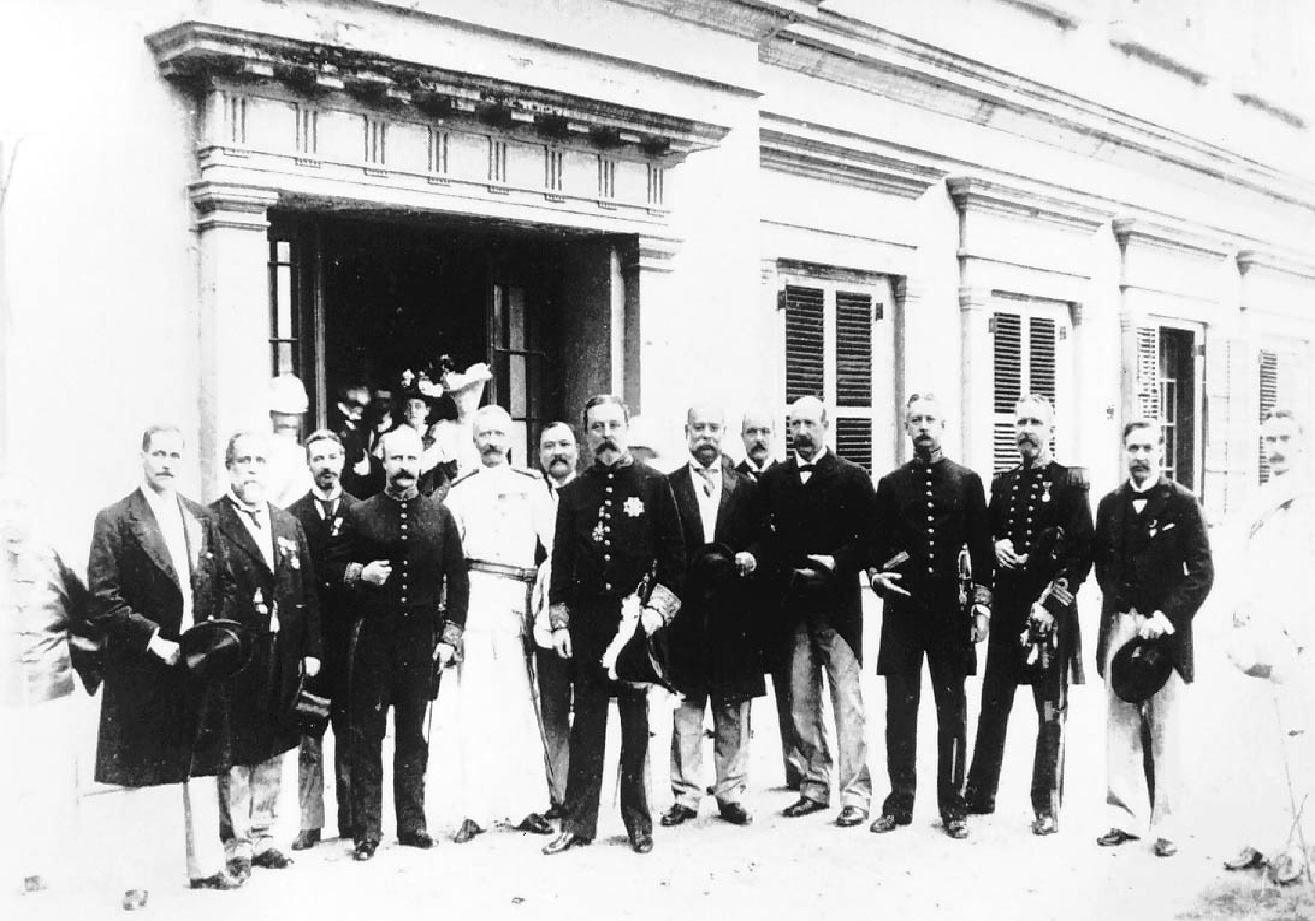
遮打（左八）於1897年與總督及一批立法局議員合影。

遮打在1876年獲委任為高級太平紳士，及後代表太平紳士，自1887年至1905年出任立法局非官守議員。任內，他大力提倡在維港進行填海，並成功在1888年落實西環至中環海旁填海計劃。此外，他亦曾建議英國應佔領，而非只租借新界，以便讓他在那裡展開礦務。在1896年，遮打加入行政局，成為首批行政局非官守議員之一。在1897年6月22日，遮打獲頒贈CMG勳銜，後在1902年，再獲加封為爵士。另外他又曾於1892年獲法國殖民地政府頒贈法國榮譽軍團勳章。
遮打在擔任首批行政局非官守議員期間，收下兩名門生，兩名門生包括何東爵士和裘槎，他們在十九世紀和二十世紀期間對香港經濟以及民生社會具有舉足輕重的地位。
此外，遮打亦擔任不少公職，包括在1896年出任公共電力委員會成員，1900年至1907年代任暹羅駐港領事（之後任總領事），1897年出任維多利亞女皇登基鑽禧紀念委員會主席，以及在1902年以香港代表的身份，前往倫敦出席英皇愛德華七世的登基大典等等。
遮打曾於1899年捐款35,000元，在九龍籌建聖安德烈堂，其後在1904年，他又為教堂安放奠基石。

#### 晚年
晚年的遮打減少了出席公開場合，但他在1910年8月17日，仍以64歲之齡，在倫敦與時年僅36歲的瑪麗亞·克莉絲汀·皮爾遜（Maria Christine Pearson，1879年5月6日—1935年3月11日）結婚。皮爾遜來自瑞典，生於一商人家庭，而兩人則在香港結識。
遮打後來為香港大學捐建學生會大樓（今孔慶熒樓），大樓在1919年落成。在1923年，香港大學向遮打頒贈榮譽法學博士學位，以答謝他為該校出任名譽財政。
在1925年，遮打從堅道宅第搬到半山區干德道一號的雲石堂，雲石堂早於1902年建成，位於佔地兩畝的花園內，可眺望維多利亞港，建築極具氣派。惟遮打在那裡甫一年，便於1926年5月27日去世，終年79歲，他死時仍身兼廿多家公司的董事。
由於遮打臨終前指示要於身後12小時內落葬，因此其遺體即日於聖約翰座堂出殯，隨後安葬於香港墳場。當日股票交易所休市以示悼念。

## 興趣

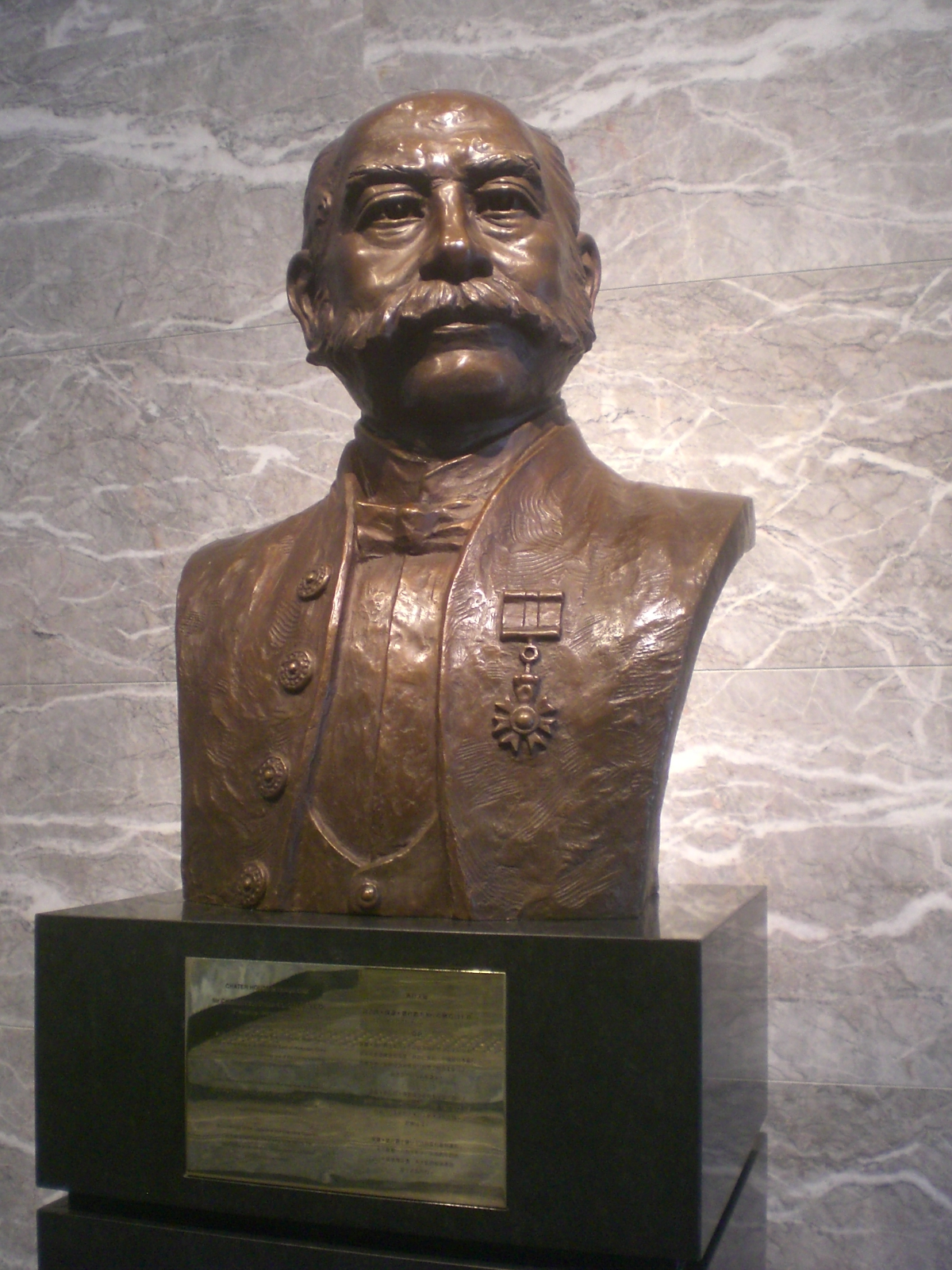
遮打爵士青銅半身像，位於香港中環遮打大廈內

### 遮打藏品
遮打十分鍾愛於收藏瓷器和名畫，當中更包括著名畫家錢納利的畫作。遮打原打算在身後成立「遮打藏品」（The Chater collection），把藏品捐贈政府，好讓和大眾分享，但經總督金文泰審視收藏品後，卻決定將藏品一概安放在總督府、香港大學和其他政府部門作裝飾。後來，太平洋戰爭爆發，香港淪陷，藏品多在混亂中被擄走或損毀。雖然戰後在港島一些地下密室和日本偶有發現，但錢納利的畫作全數下落不明，而其餘的藏品至今仍散佚不全。

### 運動
遮打早年曾參與本地的木球賽事。此外，早於香港賽馬會成立以前，他已十分熱愛賽馬，擁有不少名駒如遮打，並常往返上海和香港參賽，曾贏得不少賽事。現今有香港冠軍暨遮打盃紀念錦標盃賽。

## 榮譽
- J.P. （1876年）
- C.M.G. （1897年）
- Kt. （1902年）
- LL.D. （Hon） （1923年）
- 1882年至1909年任共濟會香港及南中國區大團長

## 以他命名的事物
- 遮打花園
- 遮打道
- 吉席街
- 遮打大廈
- 共濟會遮打獎學基金
- 香港冠軍暨遮打盃

### 已更名
- 北京道 （1909年前稱遮打道）

## 相關書目
- 丁新豹，王廼錕 （1999年）。四環九約。香港：香港市政局，ISBN 962-7039-31-4。

## 外部連結
- 遮打的詳細資料 （页面存档备份，存于）